# Kiviõli
Kiviõli er en by i det nordøstlige Estland. Byen har et indbyggertal på ca. 4.792 (2024). Byens beboere beskæftiger sig primært med minedrift, hvor der brydes olieskifer. Byens navn betyder da også stenolie.